# ユリウス・フチーク (ジャーナリスト)
ユリウス・フチーク（チェコ語: Julius Fučík、1903年2月23日 - 1943年9月8日）は、ナチス・ドイツ占領下のチェコスロバキアのジャーナリスト、共産主義者。ナチスによって収監、拷問され、処刑された。『絞首台からのレポート』が有名。

## 出生
1903年、プラハで労働者階級の家庭に生まれる。父は、鉄鋼労働者。1913年、フチーク家はプラハからピルゼンに引っ越す。そこでは、州立職業ハイスクールに通う。政治と文学への関心は顕著であり、1915年には12歳にして『Slovan』という名の新聞を発行した。10代の時、地元のアマチュア劇団に所属して、変装のテクニックを身につけたが、それが後の地下活動に役立だった。彼が老人に扮した写真が残っている。

## ジャーナリズムと政治
1920年、彼はプラハで学び、チェコスロバキアの社会民主労働者党に参加、その中でも左翼寄りになる。1921年5月、この一翼は、チェコスロバキア共産党（CPC）を設立。この頃、プリゼン地方紙のために最初に文化的な投稿を書いた。
フチークは、文学的な内容を持つ新聞の編集者の職に就く。一方でCPC内では文化研究についての責任者となり、文芸評論と政治的文書とで両立した。この頃、フチークはチェコスロバキアの秘密警察に度々逮捕されたが、この時点のそれはチェコの国立警察であり、共産主義活動を取り締まるのが目的であって、検挙や収監は過酷ではなかった。1934年には、8か月の禁固刑を免れている。
1930年には4か月間、ソビエト連邦を訪問、非常に楽観的な報告を書いた。1934年7月、アドルフ・ヒトラーが台頭した直後にバイエルン州を訪問した。ミュンヘンにて、チェコの今後の党活動について解説した。1934年、再びソ連を訪問した。多くのレポートを書き、ソビエトの躍動を印象づける。チェコ共産党内でスターリン批判をするワイルとジャン・スラヴィクを相手に激しい議論をする。フチークはスターリンを讃美し、スターリン批判はチェコ共産党にとって致命的だと批判した。
1938年、フチークはアウグスチナ・クディニロヴァ（後にグスチナ・フチーコヴァとして知られた）と結婚した。

## ナチス占領下
1938年9月、プラハ政府がCPCに解散命令を発した。以降、CPCは地下活動を行う。1939年3月、ナチスドイツがチェコスロバキアを占領した。フチークはいったん両親の住むChotimに帰り、一般的な新聞で歴史や文学についての記事を書くが、すぐにCPCの地下活動を再開した。1940年、ゲシュタポがChotimにてフチークを捜索したため。彼はプラハへ帰還した。
1941年、フチークはCPCの中央委員会に所属した。彼は紙を提供して、定期的に共産党機関紙を発行しようと企画したが、1942年4月24日に偶然の捜査によって6人の仲間とともにゲシュタポによって逮捕される。その時、フチークは銃を持っていた。逮捕されるよりは自殺を選べと、渡された銃である。しかし、そこで自殺すれば、他の仲間が活動家である嫌疑が高まるので、銃は使わなかった。

## 絞首台からのレポート
フチークはパンクラーツ刑務所で、獄中記を綴った。秘密警察の活動は公にはされず、被疑者は多く殺害されるので、尋問や拷問を詳細に述べたそれは貴重であり、心を打つ内容になっている。それは巻きタバコの紙の部文に書かれて、コリンスキーとホラという名の同情的なチェコ人看守によって持ち出された。

## 裁判と死
1943年5月、フチークがドイツに護送された。2か月以上バウツェンで、その後はベルリンで拘留された。1943年8月25日、非合法活動の廉で訴えられた。そして、ナチで有名なローラント・フライスラーによって、死刑を宣告される。1943年9月8日、Plotzensee刑務所にて斬首された。

## 戦後
妻のグスチナ・フチーコヴァも強制収容所に拘留されたが生還した。戦後、グスチナはフチークの遺稿を取り戻して研究した。1947年、CPCの援助により『絞首台からのレポート』を出版して成功を収めた。1948年、チェコスロバキアがスターリンの支配下に入ると、幸か不幸か、フチークは政治的意図の下に顕彰され、そのレポートも90か国の言語に翻訳された。

## シンボルとしてのフチーク
共産党はフチークを宣伝として利用、党で最もよく見えるシンボルとして活用した。フチークのレポートは学校の必読書となり、チェコスロバキアで育った子供は10歳までに祖国の英雄としてフチークの偉業を教えられた。その肖像はあらゆる政治的な会議で大きく掲示された。未亡人グスチナは共産党女性部の議長として高い地位を与えられ、何十年もその地位に留まった。
多くの場所が、フチークの名を取って名付けられた。プラハの大きな遊園地、市民劇場も、ユリウス・フチークの名を冠せられた。軍隊、工場、通りにも、フチークの名が付けられた。

## 民主化後の再評価
1989年、チェコ共産党は政権の座から落ちた。そして、フチークも調査の対象となった。『絞首台からのレポート』からは、2%の部分が削除されていた、また、テキストがグスチナの手によって清書されていた事が明らかになった。フチークがゲシュタポにどれだけの情報を与えたか、また、彼が組織を裏切ったかどうかについて、詮索がなされた。1995年、完全版が出版された。そこでは、彼が拷問に屈したと見せかけた時の方法が記されていた。フチークはゲシュタポにガセネタを掴ませた。その事により、チェコの抵抗運動の中で無数の命を救ったが、彼が救ったのは基本的に共産党員だった。一般市民が嫌疑を受ける分は、捨てて置いたのではないか、という疑いがもたれるようになった。

## 日本における評価
共産主義は、多くの国で侵略的、欺瞞的、強制的な形を取るが（ハンガリー動乱など）、それがナチス占領下の東欧では、奇跡的に、愛国的、民族開放的な情熱とひとつになった。その信念と情熱は本物である。また、拷問や監禁に耐える姿は、皮肉にも、ソビエト体制、スターリン体制を批判するものとなっている。

## 日本語訳書の一覧
- 栗栖継 訳『嵐は樹をつくる 死の前の言葉』学芸社、1952年。
- 栗栖継 訳『世界ノンフィクション全集 絞首台からレポート』筑摩書房、1962年。
- 秋山正夫 訳『絞首台からのレポート』青木書店〈青木文庫〉、1964年。
- 栗栖継 訳『絞首台からのレポート』岩波文庫、1977年。度々再版